# Polypedilum pedestre
Polypedilum pedestre är en tvåvingeart som först beskrevs av Johann Wilhelm Meigen 1830.  Polypedilum pedestre ingår i släktet Polypedilum och familjen fjädermyggor. Arten är reproducerande i Sverige. Inga underarter finns listade i Catalogue of Life.